# Charles-Émile Freppel
Pour les articles homonymes, voir Freppel.
Charles-Émile Freppel, né à Obernai (Bas-Rhin) le 1er juin 1827 et mort à Angers le 23 décembre 1891, fut évêque d'Angers et député du Finistère à l'Assemblée nationale. Il est le fondateur de l'Université catholique de l'Ouest.

## Biographie

### Période alsacienne (1827-1851)
Il est le fils de François-Xavier Freppel, greffier du juge de paix à Obernai et de Marie Françoise Élisabeth Schlosser, fille de notaire. Son père est originaire de Breitenbach dans le Val-de-Villé ; sa mère de Blienschwiller. Après avoir fait des études au Grand Séminaire de Strasbourg, il fut ordonné prêtre en 1849. Professeur d'histoire au petit séminaire Saint-Louis de Strasbourg, il monte à Paris pour un premier séjour, repéré par l'abbé Cruice, alors directeur de l'école des Carmes, à la suite des lettres de défense de Maret contre Bonnetty parues dans les Annales de philosophie chrétienne. Il enseigne la philosophie à l'école des Carmes, période durant laquelle il se lie avec Henri Lacordaire. Il est alors rappelé à Strasbourg par André Raess, pour assurer la direction du nouveau collège libre Saint-Arbogast.

### Période parisienne (1852-1869)

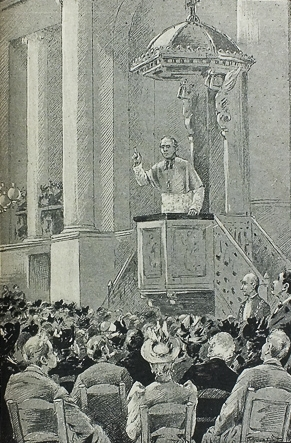
L'abbé Freppel prêchant en l'Église de la Madeleine à Paris.

Il retourne à Paris et devient chapelain de Sainte-Geneviève à Paris en 1852. Dans le même temps il passe ses grades à la faculté de théologie de la Sorbonne (bachelier en théologie en 1853, licencié en 1854, docteur en 1855). Il devint ensuite professeur d'éloquence sacrée à la Sorbonne dès la rentrée de 1855. Il est titularisé par Napoléon III dès 1857.
Il enseigna deux années sur l'éloquence sacrée du XVIIe siècle (notamment Bossuet) puis onze ans sur les Pères de l'Église des premiers siècles (des Pères apostoliques à Arnobe, Commodien et Lactance).
Par ailleurs il prêche souvent dans de nombreuses églises parisiennes. En 1862 il prêche le Carême aux Tuileries devant Napoléon III et l'impératrice Eugénie.
Il devient doyen du chapitre canonial de Sainte-Geneviève (actuel Panthéon).

### Le concile Vatican I (1869-70)

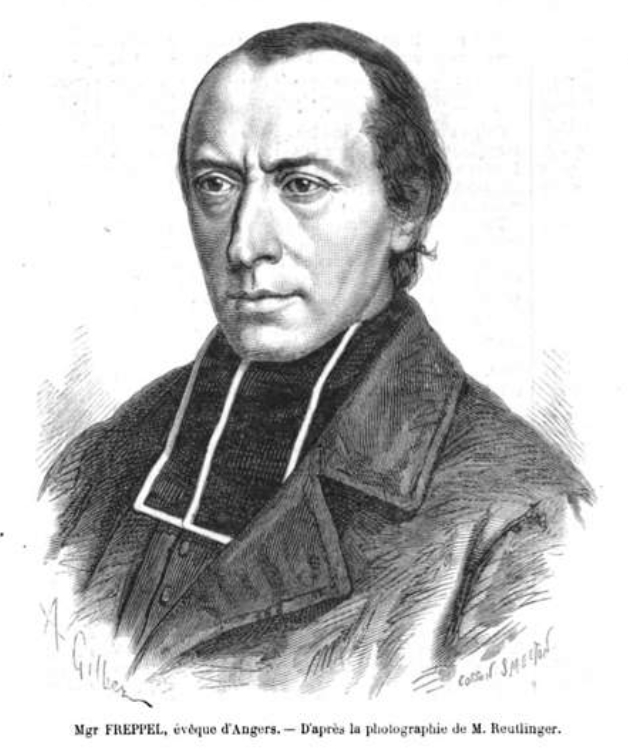
Charles-Émile Freppel en 1870. Gravure d'après photographie parue dans L'Illustration.

Théologien consulteur au concile Vatican I, il fut nommé le 27 décembre 1869 à l'évêché d'Angers et sacré évêque pour cet évêché en l'Église Saint-Louis-des-Français le 18 avril 1870. À partir de ce moment là, il siège parmi les pères conciliaires.

### Période angevine et parisienne (1870-1891)

#### Activité épiscopale (1870-1891)
La grande affaire de son épiscopat reste la fondation de l'Université catholique de l'Ouest qui coûta beaucoup d'argent au diocèse.
Comme évêque, en 1876, il excommunia le comte de Falloux pour une question d'immeuble d'église. S'il a été cité comme l'une des sources du nationalisme intégral, il était dans les faits foncièrement opposé au nationalisme de son époque.
Économiste, il fut un défenseur du catholicisme social et influença fortement la rédaction de l'Encyclique sociale Rerum Novarum par le pape Léon XIII.

#### Activité de député (1880-1891)

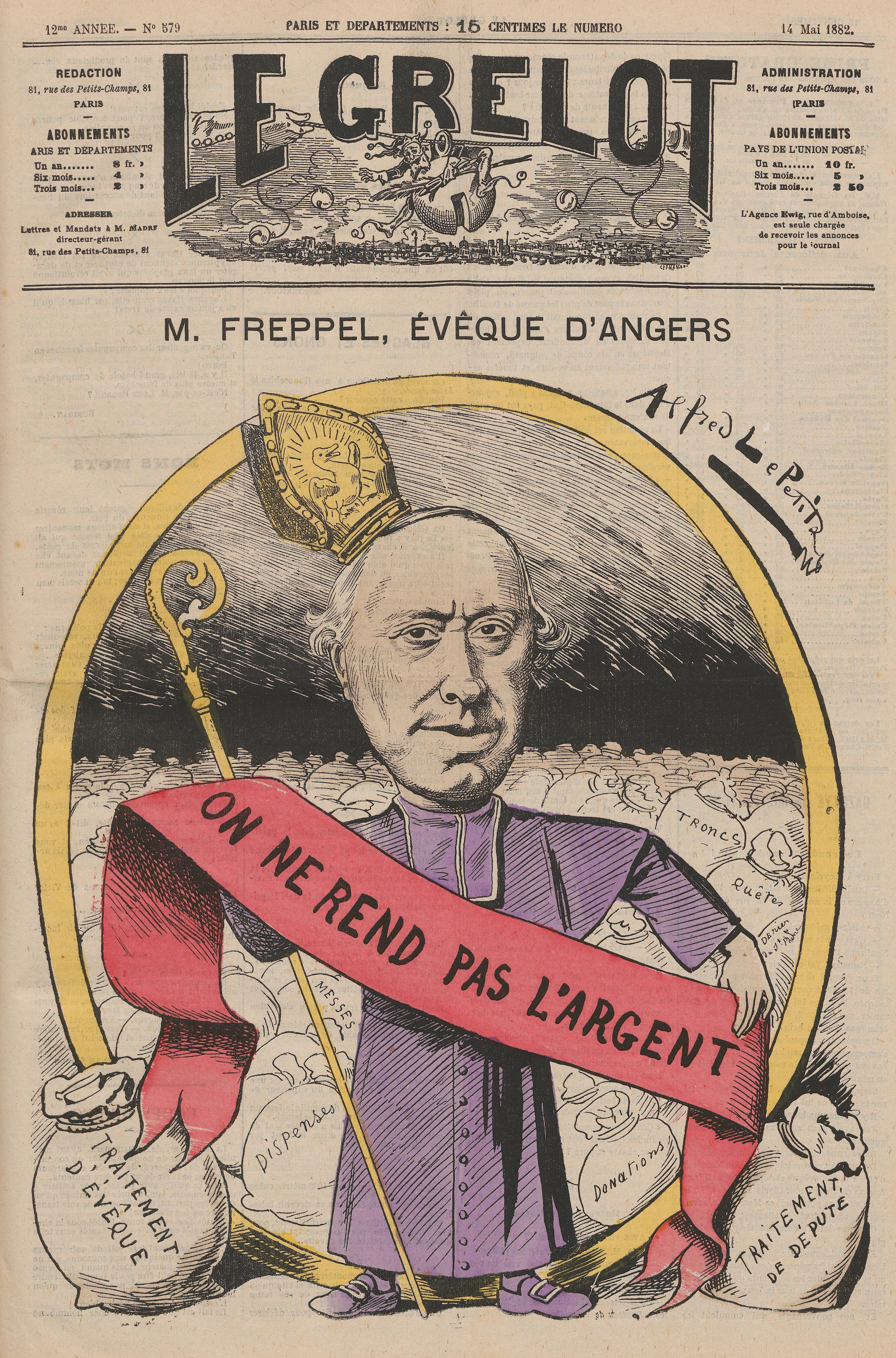
Caricature anticléricale du Grelot reprochant à Freppel le cumul de son traitement de parlementaire avec celui d'évêque, sur fond de critique de la richesse temporelle de l'Église catholique.

Après une première tentative à Paris lors des élections législatives complémentaires du 2 juillet 1871 (sur la liste de l'Union parisienne de la presse), il fut élu député du Finistère le 6 juin 1880. Il siégea à droite, dans le groupe monarchiste, et prit une part des plus actives aux débats parlementaires.
Il s'éleva notamment contre l'instruction laïque et étatique qu'il jugeait « inutile, inefficace, et tendant au socialisme d'État », et combattit le rétablissement du divorce. En 1884, les catholiques du diocèse d'Angers lui offrirent une crosse d'honneur, en témoignage de leur admiration pour le courage et l'éloquence avec lesquels il a constamment défendu les droits de l'Église.

Il fut réélu député du Finistère, le 14 octobre 1885, et il s'opposa notamment aux poursuites contre le général Boulanger.

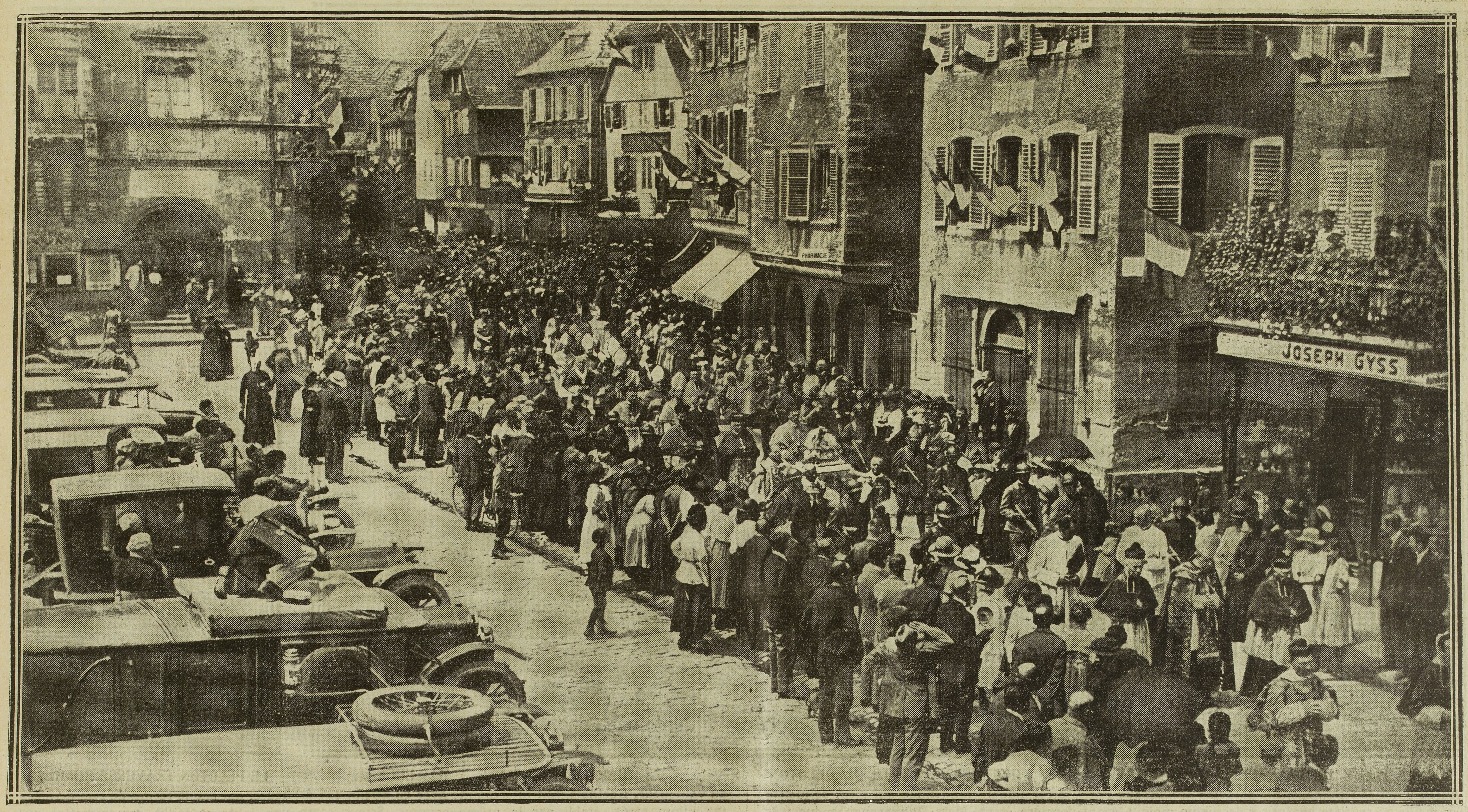
Transfert du cœur de Charles-Émile Freppel à Obernai en Alsace.

Depuis 1921, après le retour de l'Alsace à la France, son cœur repose dans l'église catholique Saints-Pierre-et-Paul d'Obernai, sa ville natale.

## Distinction
- Chevalier de la Légion d'honneur (14 aout 1868)[4]

## Armes et devise épiscopales
D'azur, à l'abeille d'or.
Sa devise était :  « Volontiers son miel, à regret son dard ». "Sponte favos, aegre spicula"

## Hommages posthumes

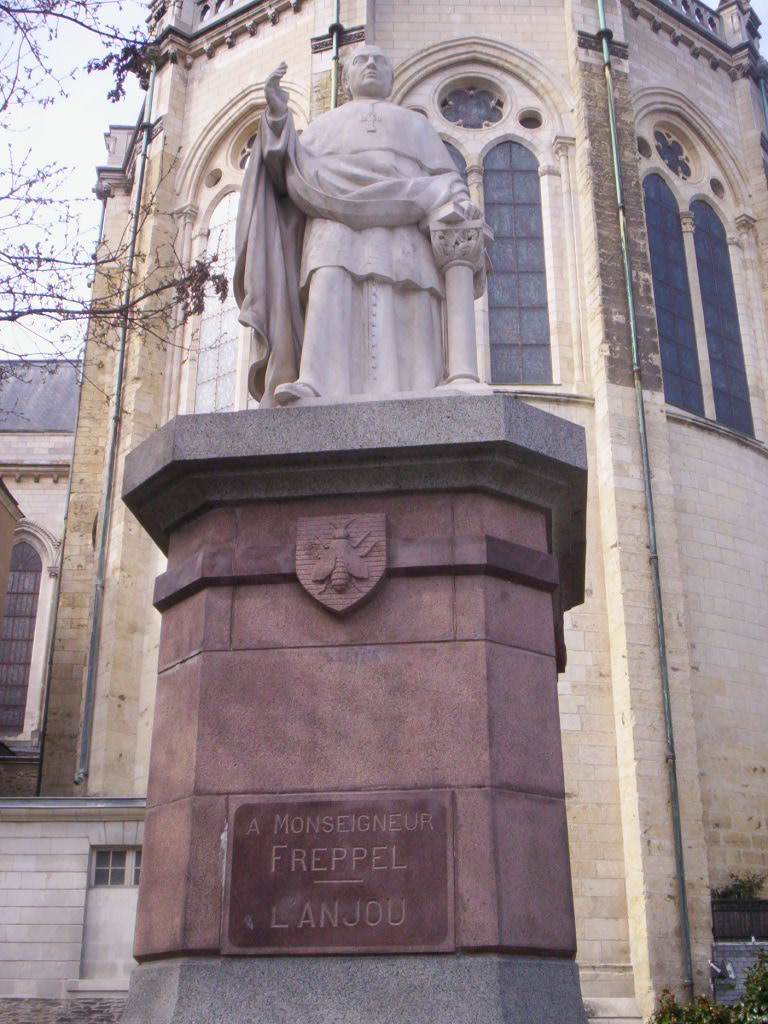
Statue de Charles-Émile Freppel à Angers.

Huit voies publiques sont nommées d'après lui, :
- la place Monseigneur-Freppel au Pouliguen (Loire-Atlantique) ;
- la place Monseigneur-Freppel à Lannilis (Finistère) ;
- la rue Monseigneur-Freppel à Toulon (Var), longeant le Cours Fénelon, une école mariste ;
- la place Freppel à Angers (Maine-et-Loire), jouxtant la façade méridionale de la cathédrale Saint-Maurice ;
- la rue Freppel à Lingolsheim (Bas-Rhin) ;
- le rempart Monseigneur-Freppel à Obernai (Bas-Rhin) ;
- la rue Freppel à Blienschwiller (Bas-Rhin) ;
- la rue Freppel à Dambach-la-Ville (Bas-Rhin).

La partie du GR 532 qui longe le Lac Blanc sur la commune d'Orbey (Haut-Rhin) est dénommée « sentier Freppel ».
Trois statues :
- une à Obernai, en bronze, devant l'église Saints-Pierre-et-Paul datant de 1923 ;
- une à Angers, place Sainte-Croix, en pierre. Elle était initialement en bronze, similaire à celle d'Obernai mais a été prise et fondue par les Allemands pendant l'Occupation[6] ;
- une au Folgoët (Finistère), du sculpteur Yves Hernot fils datant de 1902.

Une école :
- Le groupe scolaire Freppel à Obernai, qui inclut le lycée public Charles-Émile Freppel où étudièrent notamment Jean-Marie Lehn, prix Nobel de chimie en 1987 et Arsène Wenger, entraîneur de football français.

## Publications
- Les Pères apostoliques et leur époque (1859) (ASIN B001C97IZ8)
- Les Apologistes chrétiens au deuxième siècle (1860)
- Saint Irénée et l'éloquence chrétienne dans la Gaule aux deux premiers siècles (1861)
- Examen critique de la « Vie de Jésus » de M. Renan (1863)
- La Révolution française à propos du centenaire de 1789 (1889) réédité par  Les Éditions du Trident (1989-2005)
  - La Révolution française et le travail
  - La Révolution française et le militarisme
  - La Révolution française et le christianisme

#### Notices encyclopédiques
- Lucien Maurer, « Charles-Émile Freppel », dans Charles Baechler et Jean-Pierre Kintz, Nouveau dictionnaire de biographie alsacienne, vol. 11, Fédération des sociétés d'histoire et d'archéologie d'Alsace, p. 1024.
- C. Lebré, art. « Freppel (Charles-Émile) », Catholicisme, t. IV, 1956, col. 1583-1585.
- « Charles-Émile Freppel », dans Adolphe Robert et Gaston Cougny, Dictionnaire des parlementaires français, Edgar Bourloton, 1889-1891 [détail de l’édition].
- « Charles-Émile Freppel », dans le Dictionnaire des parlementaires français (1889-1940), sous la direction de Jean Jolly, PUF, 1960 [détail de l’édition].

#### Articles de presse
- Ernest Hauviller, « Un évêque alsacien : Monseigneur Freppel », in La Vie en Alsace, mai 1934, no 5, p. 97-106.
- Charles Haegen, Charles Émile Freppel, série de 13 articles publiés par L'Ami du peuple hebdo, Strasbourg, 2012.
- Paul-André Delorme, « Mgr Charles-Emile Freppel : le procès de la révolution », Rivarol, no 3426,‎ 27 mai 2020, p. 14-15.

#### Ouvrages biographiques
- Gérard Bedel, Monseigneur Freppel, de la chaire à la tribune, Éditions DEL, 1996.
- Eugène Terrien, Monseigneur Freppel. Sa vie, ses ouvrages, ses œuvres, son influence et son temps d'après des documents inconnus et inédits, 1827-1891, Angers, 1931-1932, 2 vol.
- Jean Guiraud, Monseigneur Freppel, Flammarion, coll. « Notre Clergé », 1933, 268 p. (ISBN 2-403-03660-9).
- Ferdinand Charpentier, Mgr Freppel, Angers, Siraudeau, 1904.
- Antoine Ricard, Monseigneur Freppel, Paris, Dentu, 1893.

#### Travaux universitaires
- Bernard Plongeron (dir.), Catholiques entre monarchie et république : monsieur Freppel en son temps ; 1792 - 1892 - 1992; actes du colloque national de l'Université Catholique de l'Ouest; Angers 23 - 25 septembre 1992, Letouzey et Ané, Paris, 1995  (ISBN 2-7063-0197-X).
- Marc Feix (dir.) et François Schmitt (dir.), Mgr Charles-Emile Freppel (1827-1891) d’Obernai à Angers, fils de l’Alsace et évêque français, ERCAL Publications, coll. « Histoire du catholicisme en Alsace », juillet 2017, 317 p. (ISBN 978-2-905919-21-2).
- Jean-Yves Naudet, « Monseigneur Freppel, un évêque engagé dans la bataille économique et sociale », Journal des libertés, vol. 1, no 2,‎ automne 2018, p. 159-182 (lire en ligne).